# Бехтерева, Юлия Евгеньевна
Юлия Евгеньевна Бехтерева (род. 18 февраля 1990, Москва, РСФСР, СССР) — российская журналистка, телеведущая и общественно-политический деятель.

## Биография
Окончила факультет журналистики и сценарного мастерства ГИТР им. Литовчина.
С 2008 года работала корреспондентом в газете «Известия». В 2010 году стала редактором в «Деловых новостях» на «НТВ». С 2010 по 2017 год вела блок экономических новостей в программе «Сегодня» на «НТВ». С 2017 по 2020 год вела основной эфир программы «Сегодня».
С 2020 года пресс-секретарь компании «Аэрофлот», сменив фамилию на Спивакову.
В сентябре 2022 года вернулась на НТВ, вела ночной эфир программы «Сегодня». Позже стала вести и дневные эфиры.
С 25 февраля 2023 года — соведущая Вадима Такменёва в программе «Центральное телевидение», сменив Анну Янкину, которая решила заняться бизнесом в сфере импортозамещения.